# Tjorven och Mysak
Pour plus de détails, voir Fiche technique et Distribution.
Tjorven och Mysak est un film suédois réalisé par Olle Hellbom, sorti au cinéma en Suède en 1966. 
C'est un long métrage en prises de vues réelles pour la jeunesse, adapté des fictions radiophoniques et des livres de l'auteur suédois Astrid Lindgren.

## Fiche technique
- Titre français : Tjorven och Mysak
- Titre original : Tjorven och Mysak
- Réalisation : Olle Hellbom
- Pays de production :  Suède
- Langue : suédois
- Format : couleur
- Son : Dolby
- Durée : 95 minutes
- Date de sortie : 
  - Suède : 10 décembre 1966

## Distribution
- Torsten Lilliecrona : Melker Melkersson
- Louise Edlind : Malin Malm
- Torsten Wahlund : Peter Malm
- Björn Söderbäck : Johan Melkersson
- Urban Strand : Niklas Melkersson
- Stephen Lindholm : Pelle Melkersson
- Kajsa Dandenell : Skrållan Malm
- Bengt Eklund : Nisse Grankvist
- Bitte Ulvskog : Freddy Grankvist
- Lillemor Österlund : Teddy Grankvist
- Maria Johansson : Maria "Tjorven" Grankvist
- Siegfried Fischer : gubben Söderman
- Kristina Jämtmark : Stina
- Manne Grünberger : fiskaren Vesterman